# فاندانمدو
فاندانمدو (بالإنجليزية: Vandanmedu)‏ هي منطقة سكنية تقع في الهند في ادوكي. يقدر عدد سكانها بـ 10,009 نسمة .